# The Flying Pickets

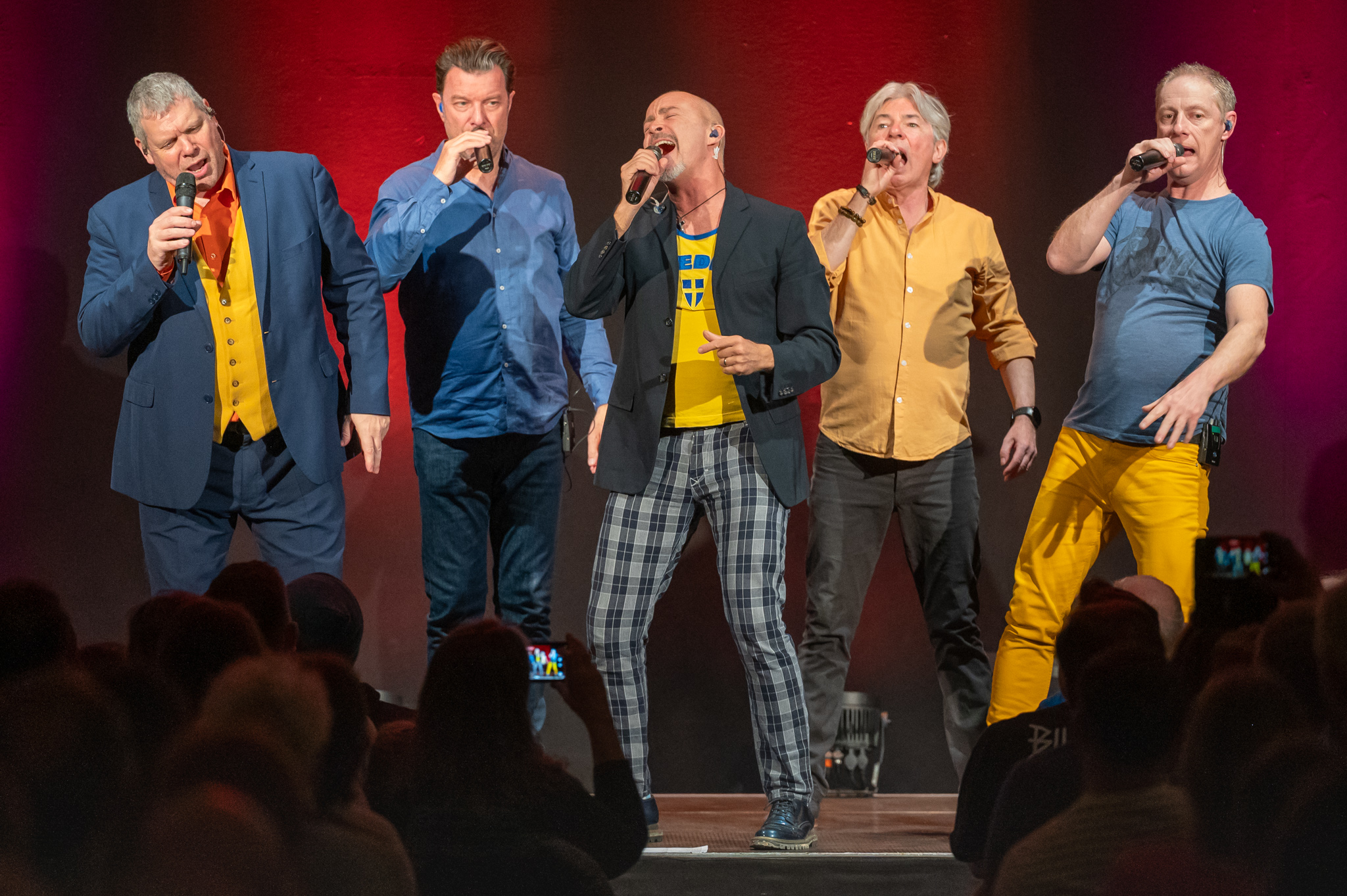
The Flying Pickets (2025)

The Flying Pickets est un groupe de chanteurs britanniques se produisant a cappella, créé en 1982. 
Leur nom, « les piquets volants », fait référence aux grèves des mineurs anglais des années 1970 auxquelles les six membres originaux du groupe avaient participé. Les six membres initiaux du groupe étaient des acteurs de théâtre qui faisaient partie de la scène théâtrale avant-gardiste (Troupe théâtrale 7:84).
Leur reprise de la chanson Only You de Yazoo (Alison Moyet) a été numéro un des charts britanniques à Noël 1983.
La composition du groupe des Flying Pickets a évolué constamment au cours du temps, notamment au cours des années 1990 et 2000. Depuis leurs débuts, le nombre de membres a dépassé les dix-huit. Le dernier membre du groupe originel a quitté le groupe en 1990.